# Santa Clara, Guanajuato
Santa Clara är en ort i Mexiko.   Den ligger i kommunen Dolores Hidalgo och delstaten Guanajuato, i den centrala delen av landet, 260 km nordväst om huvudstaden Mexico City. Santa Clara ligger 1 904 meter över havet och antalet invånare är 834.
Terrängen runt Santa Clara är huvudsakligen platt, men söderut är den kuperad. Runt Santa Clara är det ganska tätbefolkat, med 96 invånare per kvadratkilometer. Närmaste större samhälle är Dolores Hidalgo, 7,6 km väster om Santa Clara. Trakten runt Santa Clara består i huvudsak av gräsmarker.